# Viola Schmid
Viola Barbara Schmid (* 2. Juli 1960 in Augsburg) ist eine deutsche Rechtswissenschaftlerin.

## Leben
Viola Schmid wuchs in Franken auf. Auch während ihrer Studienzeit und dem juristischen Referendariat blieb sie der Region verbunden. Die Promotion erfolgte berufsbegleitend während des Referendardienstes. Eine zweijährige Tätigkeit als Rechtsanwältin schloss sich an.
Mit einem Fulbright-Stipendium absolvierte sie 1990/1991 das LL.M.-Programm in Harvard. Die dabei gewonnenen Eindrücke flossen in ihre Habilitation zu einem Thema aus dem öffentlichen Wirtschaftsrecht ein. Die Schrift entstand während der Assistentenzeit am Lehrstuhl von Helmut Lechler an der Freien Universität Berlin 1991 bis 1998. Zweitgutachter war Philip Kunig. Die Arbeit wurde erstmals im Juni 2014 online veröffentlicht und liegt seit 2019 als Buchfassung im Springer-Verlag vor. Schmid erhielt die Venia für Öffentliches Recht, Europarecht und Energierecht.
Im September 2002 wurde Viola Schmid auf den Lehrstuhl für Öffentliches Recht an der Technischen Universität Darmstadt berufen, wo sie für die Ausbildung von Ingenieuren, Naturwissenschaftlern und Magisterstudierenden zuständig ist. Aus ihren Lehrveranstaltungen zu aktuellen Fragen des Medienrechts ging seit 2008 die Schriftenreihe „CyLaw-Reports“ zu ausgewählten Themen des Cyber-Rechts hervor, die auf dem E-Print-Server der ULB Darmstadt abrufbar ist. Seit 2014 betreibt Schmid die Website CYBERLEXONOMICS, die sich als eine „Einladung zu transdisziplinärer Forschung über die Suche nach Wahrheit (‚Quest of Truth‘) in Cyberspace und REALWORLD“ (die Versalien sind jeweils ihre eigene Schreibweise) versteht.
Viola Schmid war Mitglied im Darmstädter Zentrum für IT-Sicherheit.

## Schriften (Auswahl)
- Die Familie in Artikel 6 des Grundgesetzes. Schriften zum öffentlichen Recht, Band 564. Duncker und Humblot. Berlin 1989, ISBN 978-3-428-06679-7, zugl.: Erlangen, Nürnberg, Univ., Diss., 1988.
- Werbung als Meinung? Eine Studie zum Schutz von Werbung im Grundgesetz, in der Europäischen Menschenrechts-konvention, im Gemeinschaftsrecht und im Verfassungsrecht der Vereinigten Staaten von Amerika. Springer, Heidelberg u. a. 2019. ISBN 978-3-540-41299-1[1]